# Chiesa di Santa Maria (Castello d'Argile)
La chiesa di Santa Maria è la parrocchiale di Venezzano, frazione di Castello d'Argile in provincia di Bologna. Appartiene al vicariato di Cento e risale al XIV secolo. Lo stile neogotico la distingue dalle altre architetture religiose del territorio non solo comunale.

## Storia
Il primo luogo di culto con dedicazione a Maria in località Venezzano viene citato in un documento del 1366 nel quale risulta tra le chiese della città di Bologna e nel 1378 viene descritta come sussidiaria della pieve di San Giorgio.
Ottenne dignità di chiesa parrocchiale nel 1596 e nel 1641 la chiesa venne riedificata sullo stesso sito utilizzando il materiale dell'edificio preesistente. Una nuova riedificazione fu realizzata tra il 1716 e il 1746 perché la struttura era divenuta insicura a causa delle fondamenta appoggiate sul terreno poco solido. Dopo tali lavori risultò dotata di cinque altari e di fonte battesimale.
Durante il XIX secolo venne eretta la nuova torre campanaria in sostituzione della precedente, che aveva problemi statici, con accanto un piccolo oratorio, e nelle vicinanze fu costruito il cimitero della comunità.
Nuovamente, tra il 1894 e il 1933, la chiesa venne riedificata. La scelta dello stile neogotico fu originale per il territorio, nel quale tali edifici sono rari, e lo stesso avvenne per la scelta dell'uso del cemento per la sua costruzione, condotta tanto a lungo perché vi si dedicò un solo muratore sin quasi alla sua conclusione. Intanto, nel 1914, l'oratorio accanto al campanile venne demolito perché invaso dall'umidità.
Nel secondo dopoguerra vennero riparati i danni bellici, che riguardarono altari e cupola. Entro gli anni sessanta accanto alla chiesa sorsero un asilo per i bambini ed un cinema-teatro parrocchiale e furono sistemate la canonica e la torre campanaria. Tra il 1969 e il 1970 è stato realizzato l'adeguamento liturgico e l'altare maggiore marmoreo è stato staccato dalla parete e posto al centro dell'area presbiteriale. Gli ultimi interventi di restauro conservativo si sono conclusi nel 2008. Il terremoto dell'Emilia del 2012 non ha danneggiato la chiesa.

## Descrizione

### Esterni
La struttura dell'edificio è neogotica, rara localmente. Il suo orientamento è verso nord. Alla chiesa sono annesse la canonica, le sale parrocchiali, il teatro e un asilo.
Il prospetto principale si presenta solido e monumentale, con quattro pilastri che poggiano su sporgenze dell'alta fascia alla base, e lo stesso motivo dei pilastri si trova ripetuto anche lateralmente. Nella parte centrale si trova il portale con completamento superiore a cuspide. Sopra si apre in grande rosone e in alto la facciata è conclusa, in ogni sua parte, da cuspidi.
La copertura è data da una grande cupola di cemento alta quarantaquattro metri e ricoperta in rame. La lanterna della cupola ha una guglia a forma di cono acuto. La superficie della costruzione è a vista con molte parti in mattoni ma anche con particolari in cemento, in mosaico dorato. La torre campanaria è staccata dall'edificio, e si trova sulla sua sinistra.

### Interni
All'interno la chiesa è a croce latina, ha tre navate e l'abside ha base poligonale. Le tre navate sono di diversa larghezza ma uguale altezza e con volte a crociera. Le pareti interne sono arricchite da una Via Crucis in terracotta. Il fonte battesimale è posto anteriormente al transetto, al centro del quale si alza la cupola.
Gli altari sono in cemento trattato in modo da simulare il marmo bianco. L'altare maggiore è dedicato alla Vergine Maria e i due laterali dedicati a San Giuseppe e al Sacro Cuore di Gesù.